# Mike Flanagan (Soldat)
Mike Flanagan (hebräisch מייק פלנגן; 15. Mai 1926 in Foxford, Irland – 26. Januar 2014) war ein irischer Soldat, der die Bildung der israelischen Streitkräfte unterstützte.

## Leben
Flanagan wurde 1926 im irischen Foxford geboren. Er diente während des Zweiten Weltkriegs bei der britischen Armee und beteiligte sich an der Befreiung des von den Nazis betriebenen Konzentrationslagers Bergen-Belsen.
Nach dem Krieg wurde Flanagan im britischen Mandat Palästina stationiert. Weil er mit der entstehenden (jüdischen) Nation Israel sympathisierte, stahl Flanagan am 29. Juni 1948 zusammen mit seinem Panzerkommandanten Harry McDonald zwei britische Cromwell-Panzer, die sie zu den israelischen Streitkräften in Tel Aviv fuhren. Diese wurden zentral für die israelische Panzertruppe. Flanagan gilt als einer der berühmtesten Deserteure der britischen Armee in Palästina.
Flanagan konvertierte später zum Judentum, nahm den hebräischen Namen Michael Peleg (מיכאל פלג) an und heiratete Ruth Levy, die er im aktiven Dienst getroffen hatte. Sie lebten in Israel im Kibbuz Sha'ar Ha'amakim.
Nach seiner Pensionierung aus der Hagana und dem Tod seiner Frau emigrierte er nach Kanada.

## Auszeichnungen
Er wurde postum mit der Tapferkeitsmedaille des Wiesenthal-Zentrums in den Vereinigten Staaten ausgezeichnet.